# Velký Hlavákov
Velký Hlavákov (německy Groß Lubigau) je malá vesnice, část obce Valeč v okrese Karlovy Vary v Karlovarském kraji. Nachází se asi 3,5 kilometru západně od Valče. Velký Hlavákov je také název katastrálního území o rozloze 4,85 km².

## Historie
První písemná zmínka o vesnici pochází z roku 1409.

## Obyvatelstvo
Při sčítání lidu v roce 1921 zde žilo 173 obyvatel (z toho 89 mužů), z nichž bylo pět Čechoslováků, 162 Němců a šest cizinců. Kromě jednoho evangelíka a jednoho žida byli římskými katolíky. Podle sčítání lidu z roku 1930 měla vesnice 135 obyvatel: osm Čechoslováků a 127 Němců. Většina se hlásila k římskokatolické církvi, ale žil tu také jeden člověk bez vyznání a čtyři členové církve československé.
Po druhé světové válce došlo k vysídlení Němců z Československa. Po něm bylo ve Velkém Hlavákově 24 volných zemědělských usedlostí o průměrné velikosti třináct hektarů. Do třinácti volných usedlostí byli repatriováni potomci českých exulantů z doby pobělohorské – tito čeští běženci pocházeli z polského Zelova a Kučova.
|           | 1869 | 1880 | 1890 | 1900 | 1910 | 1921 | 1930 | 1950 | 1961 | 1970 | 1980 | 1991 | 2001 | 2011 | 2021 |
| --------- | ---- | ---- | ---- | ---- | ---- | ---- | ---- | ---- | ---- | ---- | ---- | ---- | ---- | ---- | ---- |
| Obyvatelé | 184  | 209  | 147  | 120  | 176  | 173  | 135  | 60   | 80   | 38   | 59   | 33   | 46   | 38   | 35   |
| Domy      | 22   | 24   | 23   | 24   | 23   | 23   | 24   | 20   | 15   | 11   | 14   | 12   | 13   | 14   | 13   |

## Obecní správa
Při sčítání lidu v letech 1869–1950 Velký Hlavákov byl samostatnou obcí, se kterým patřil nejprve do okresu Žlutice, ale v roce 1950 v okrese Toužim. V letech 1961–1974 byl částí obce Luka v okrese Karlovy Vary. Od 1. ledna 1975 je částí obce Valeč v okrese Karlovy Vary.

## Pamětihodnosti
- Kaple svatého Jana Nepomuckého

## Galerie

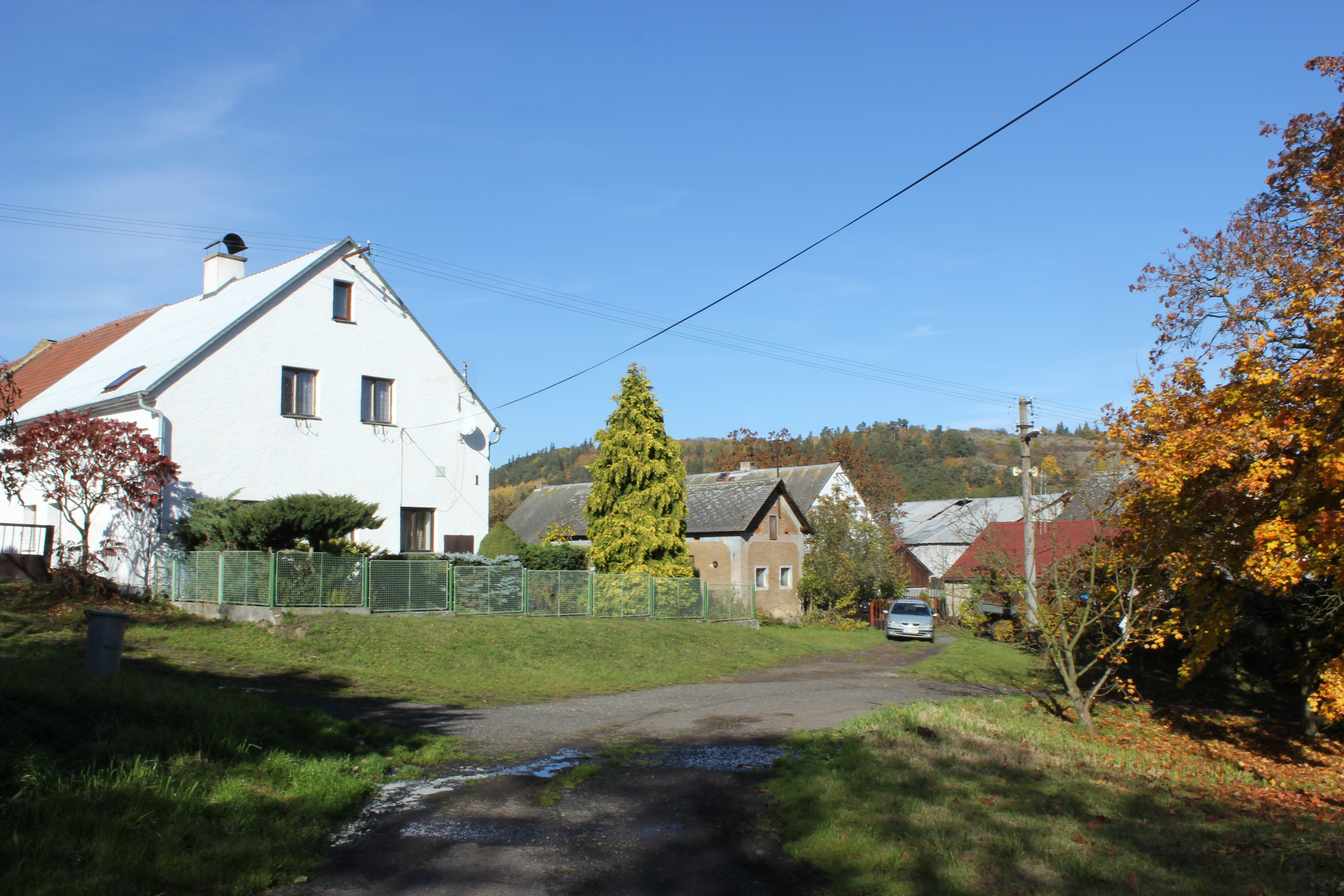
Místní ulička
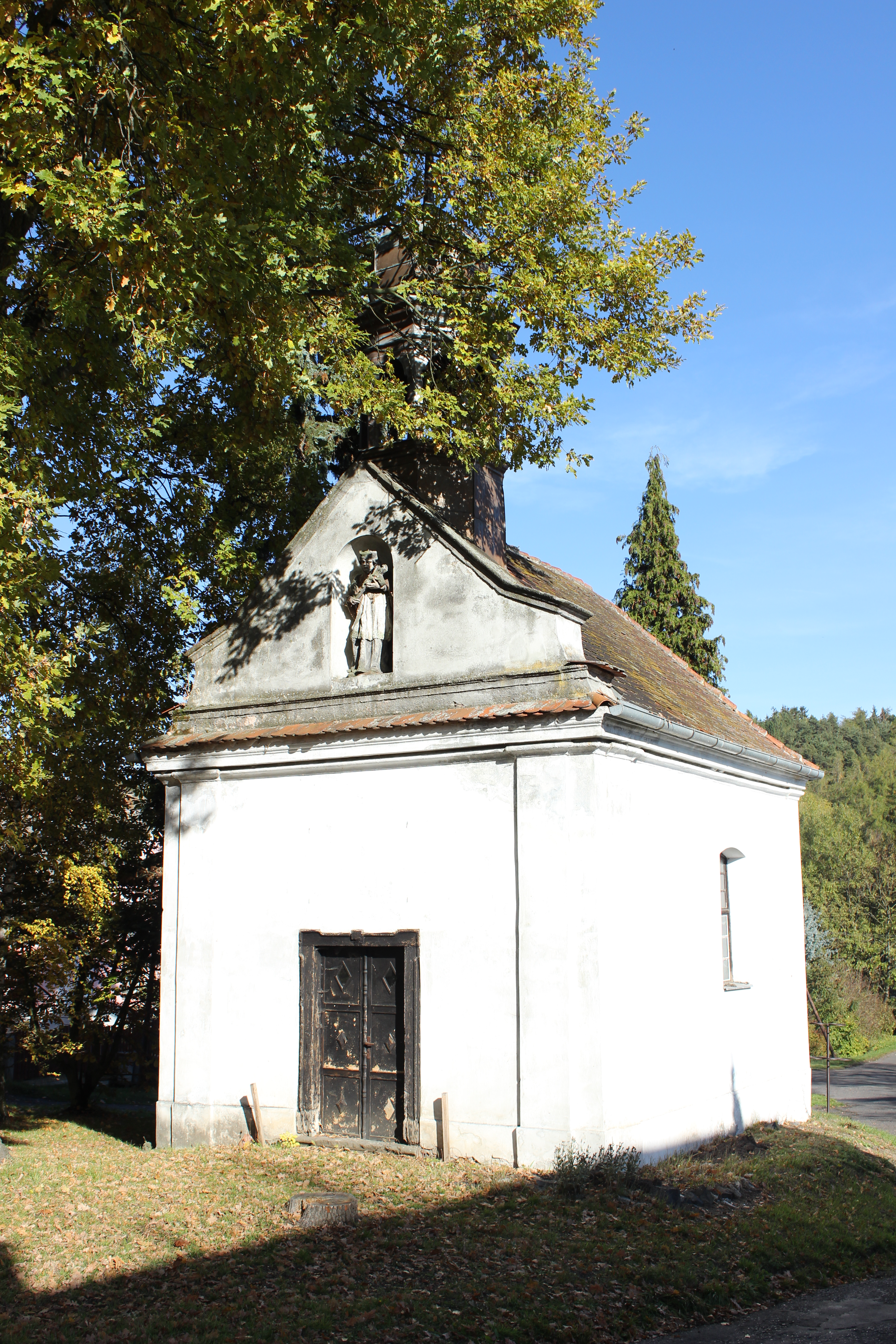
Kaplička
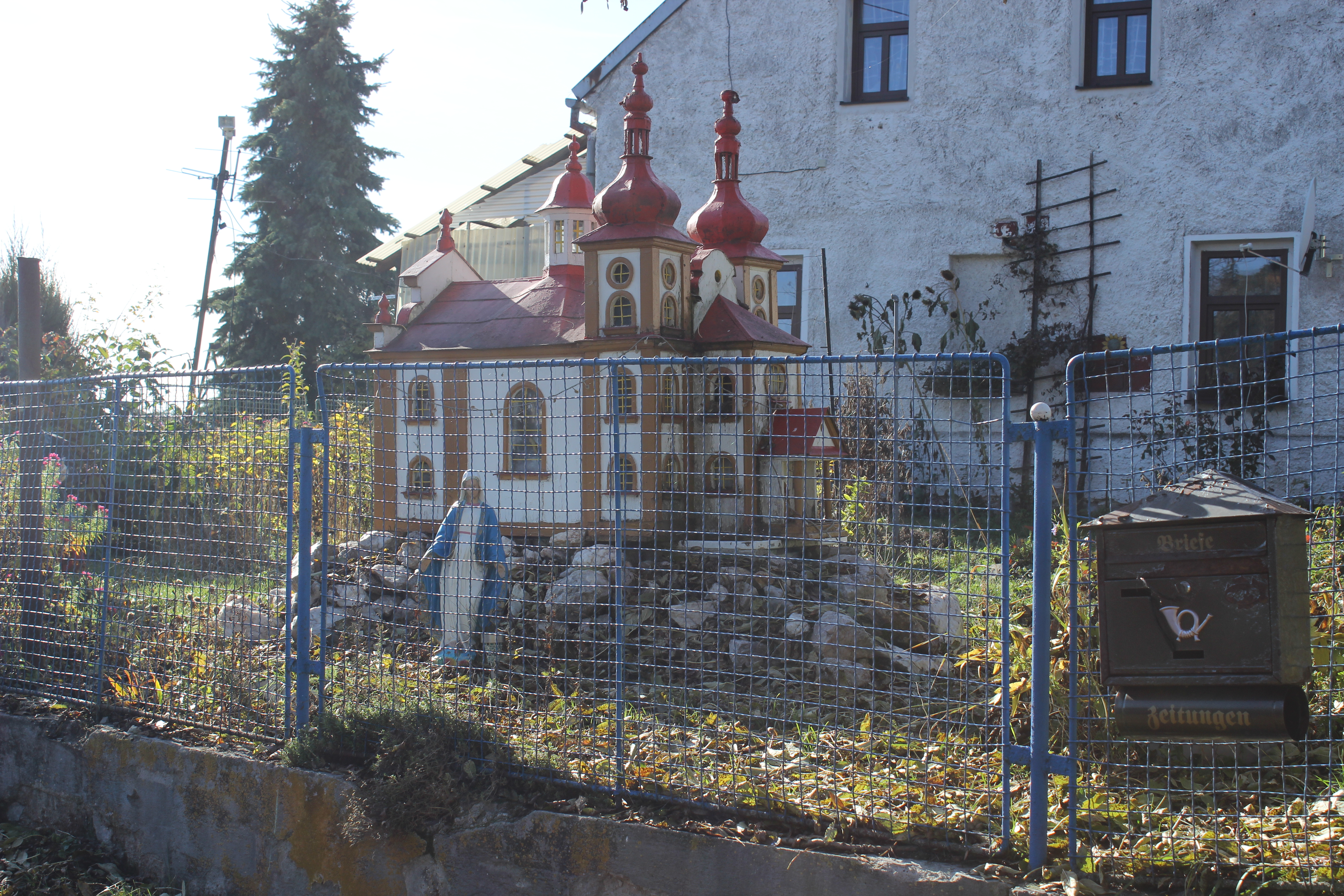
Model